# أهوسكي (كارولاينا الشمالية)
أهوسكي، كارولاينا الشمالية (بالإنجليزية: Ahoskie, North Carolina)‏ هي بلدة تقع في مقاطعة هرتفورد، كارولاينا الشمالية بولاية كارولاينا الشمالية في الولايات المتحدة. تبلغ مساحتها  (كم²)، وترتفع عن سطح البحر 14 م، بلغ عدد سكانها 5039 نسمة في عام تعداد الولايات المتحدة 2010 حسب إحصاء مكتب تعداد الولايات المتحدة .

## التركيبة السكانية
حدّد مكتب تعداد الولايات المتحدة بيانات التركيبة السكانية لأهوسكي في تعداد الولايات المتحدة. في ما يلي، التركيبة السكانية حسب تعدادي 2000 و2010.

### تعداد عام 2000
بلغ عدد سكان أهوسكي 4,523 نسمة بحسب تعداد عام 2000، وبلغ عدد الأسر 1,853 أسرة وعدد العائلات 1,173 عائلة مقيمة في البلدة. في حين سجلت الكثافة السكانية 401.3 نسمة لكل كيلومتر مربع (1,039.4/ميل2). وبلغ عدد الوحدات السكنية 2,010 وحدة بمتوسط كثافة قدره 178.3 لكل كيلومتر مربع (461.8/ميل2).
وتوزع التركيب العرقي للبلدة بنسبة 37.08% من البيض و58.88% من الأمريكيين الأفارقة و1.70% من الأمريكيين الأصليين و0.62% من الأمريكيين ذوي الأصول الآسيوية و0.09% من سكان جزر المحيط الهادئ و0.64% من الأعراق الأخرى و0.99% من عرقين مختلطين أو أكثر و1.79% من الهسبانيون أو اللاتينيون من أي عرق.
بلغ عدد الأسر 1,853 أسرة كانت نسبة 34.4% منها لديها أطفال تحت سن الثامنة عشر تعيش معهم، وبلغت نسبة الأزواج القاطنين مع بعضهم البعض 35.8% من أصل المجموع الكلي للأسر، ونسبة 23.2% من الأسر كان لديها معيلات من الإناث دون وجود شريك،  بينما كانت نسبة 4.3% من الأسر لديها معيلون من الذكور دون وجود شريكة وكانت نسبة 36.7% من غير العائلات. تألفت نسبة 32.9% من أصل جميع الأسر من عدة أفراد يعيشون في نفس المنزل ونسبة 15.4% كانت تتألف من شخص يعيش بمفرده يبلغ من العمر 65 عاماً أو أكثر. وبلغ متوسط حجم الأسرة المعيشية 2.33، أما متوسط حجم العائلات فبلغ 2.94.
بلغ العمر الوسطي للسكان 38.5 عاماً. وكانت نسبة 25.6% من القاطنين تحت سن الثامنة عشر، وكانت نسبة 8.4% بين الثامنة عشر والرابعة والعشرين عاماً، ونسبة 25.1% كانت واقعةً في الفئة العمرية ما بين الخامسة والعشرين والرابعة والأربعين عاماً، ونسبة 20% كانت ما بين الخامسة والأربعين والرابعة والستين، ونسبة 16.2% كانت ضمن فئة الخامسة والستين عاماً فما فوق. يوجد لكل 100 أنثى 78.0 ذكر، ويوجد لكل 100 أنثى في الثامنة عشر من عمرها فما فوق 70.3 ذكر.
بلغ متوسط دخل الأسرة في البلدة 22,769 دولارًا، أما متوسط دخل العائلة فبلغ 27,566 دولارًا. وكان متوسط دخل الذكور 30,063 دولارًا مقابل 23,045 دولارًا للإناث. وسجل دخل الفرد الخاص بالبلدة 17,203 دولارًا. وكانت نسبة 21.7% من العائلات ونسبة 24.8% من السكان تحت خط الفقر، وكان من هؤلاء نسبة 36% تحت سن الثامنة عشر ونسبة 20% في الخامسة والستين من العمر وما فوق.

### تعداد عام 2010
بلغ عدد سكان أهوسكي 5,039 نسمة بحسب تعداد عام 2010، وبلغ عدد الأسر 2,062 أسرة وعدد العائلات 1,263 عائلة مقيمة في البلدة. في حين سجلت الكثافة السكانية 447.1 نسمة لكل كيلومتر مربع (1,158.0/ميل2). وبلغ عدد الوحدات السكنية 2,309 وحدة بمتوسط كثافة قدره 204.9 لكل كيلومتر مربع (530.7/ميل2).
وتوزع التركيب العرقي للبلدة بنسبة 28.50% من البيض و66.64% من الأمريكيين الأفارقة و1.51% من الأمريكيين الأصليين و1.25% من الأمريكيين ذوي الأصول الآسيوية و0.99% من الأعراق الأخرى و1.11% من عرقين مختلطين أو أكثر و1.65% من الهسبانيون أو اللاتينيون من أي عرق.
بلغ عدد الأسر 2,062 أسرة كانت نسبة 33.4% منها لديها أطفال تحت سن الثامنة عشر تعيش معهم، وبلغت نسبة الأزواج القاطنين مع بعضهم البعض 32.2% من أصل المجموع الكلي للأسر، ونسبة 25.2% من الأسر كان لديها معيلات من الإناث دون وجود شريك،  بينما كانت نسبة 3.9% من الأسر لديها معيلون من الذكور دون وجود شريكة وكانت نسبة 38.7% من غير العائلات. تألفت نسبة 33.3% من أصل جميع الأسر من عدة أفراد يعيشون في نفس المنزل ونسبة 15.2% كانت تتألف من شخص يعيش بمفرده يبلغ من العمر 65 عاماً أو أكثر. وبلغ متوسط حجم الأسرة المعيشية 2.35، أما متوسط حجم العائلات فبلغ 3.01.
بلغ العمر الوسطي للسكان 39.5 عاماً. وكانت نسبة 25.7% من القاطنين تحت سن الثامنة عشر، وكانت نسبة 8% بين الثامنة عشر والرابعة والعشرين عاماً، ونسبة 22.2% كانت واقعةً في الفئة العمرية ما بين الخامسة والعشرين والرابعة والأربعين عاماً، ونسبة 24.3% كانت ما بين الخامسة والأربعين والرابعة والستين، ونسبة 19.8% كانت ضمن فئة الخامسة والستين عاماً فما فوق. وتوزع التركيب الجنسي للسكان بنسبة 43.5% ذكور و56.5% إناث.

## أعلام
- مارك غريمزلي
- أمبير أونيل
- اريك داونينج
- إيلدر وايت
- جايسون هورتون

## وصلات خارجية
- http://www.ahoskie-nc.org/